# Valongo
Pour les articles homonymes, voir Valongo (homonymie).

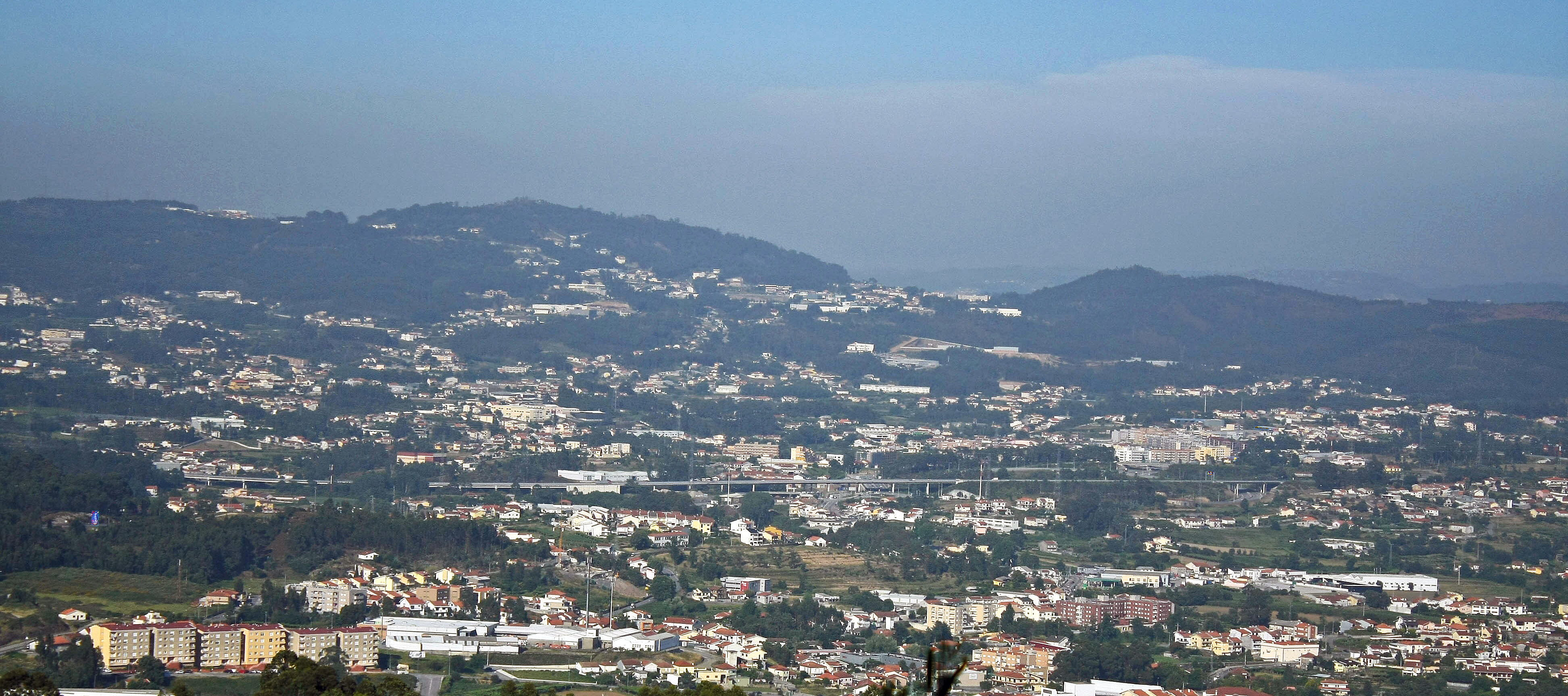

Valongo est une municipalité (en portugais : concelho ou município) du Portugal, située dans le district de Porto et la région Nord.
La municipalité de Valongo a deux paroisses qui sont les plus importantes, Alfena et Ermesinde.
Alfena a 20 000 habitants.
Ermesinde a 40 000 habitants.
Le Magic Valongo est un festival international de l'illusionnisme, qui se déroule au Valongo.

## Géographie
Valongo est limitrophe :
- au nord, de Santo Tirso,
- au nord-est, de Paços de Ferreira,
- à l'est, de Paredes,
- au sud-ouest, de Gondomar,
- à l'ouest, de Maia.

## Démographie
| 1849  | 1900   | 1930   | 1960   | 1981   | 1991   | 2001   | 2004   | 2011   |
| ----- | ------ | ------ | ------ | ------ | ------ | ------ | ------ | ------ |
| 8 109 | 11 853 | 17 239 | 33 300 | 64 234 | 74 172 | 86 005 | 91 274 | 93 858 |

## Subdivisions
La municipalité de Valongo groupe 5 paroisses (freguesia, en portugais) :
- Alfena (a rang de « ville »)
- Campo (a rang de « village »)
- Ermesinde (a rang de « ville »)
- Sobrado (a rang de « village »)
- Valongo (a rang de « ville »)